# Vera Schwarz
Vera Schwarz (ur. 10 lipca 1888 w Zagrzebiu, zm. 4 grudnia 1964 w Wiedniu) – austriacka śpiewaczka operowa i operetkowa (sopran).
Debiutowała w 1912 roku w Theater an der Wien w Wiedniu. Jej walory głosowe sprawiły, że szybko przeszła ze sceny operetkowej do operowej, zatrudniona najpierw w Operze w Hamburgu, a następnie w 1917 w berlińskiej Operze Dworskiej, po upadku cesarstwa przemianowanej na Państwową. Gościnnie wystąpiła kilkakrotnie w operetce, święcąc tryumfy w Paganinim (1925) i Carewiczu (1927) Franza Lehára. W 1928 roku odniosła wielki sukces partią Oktawiana w Kawalerze srebrnej róży wystawionym na festiwalu w Salzburgu. Dziesięć lat później była wspaniałą Lady Makbet w operze Verdiego na festiwalu w Glyndebourne. Na ten festiwal, podobnie jak na występy w Paryżu, Londynie czy Amsterdamie, dojeżdżała już ze Stanów Zjednoczonych, do których wyemigrowała po aneksji Austrii w 1938 roku. Śpiewała w USA na scenach San Francisco, Hollywoodu i Chicago. Zajmowała się też pracą pedagogiczną, od 1948 roku prowadziła doroczne kursy wokalistyki w Salzburgu. Zmarła w Wiedniu w 1964 roku.